# 1740er

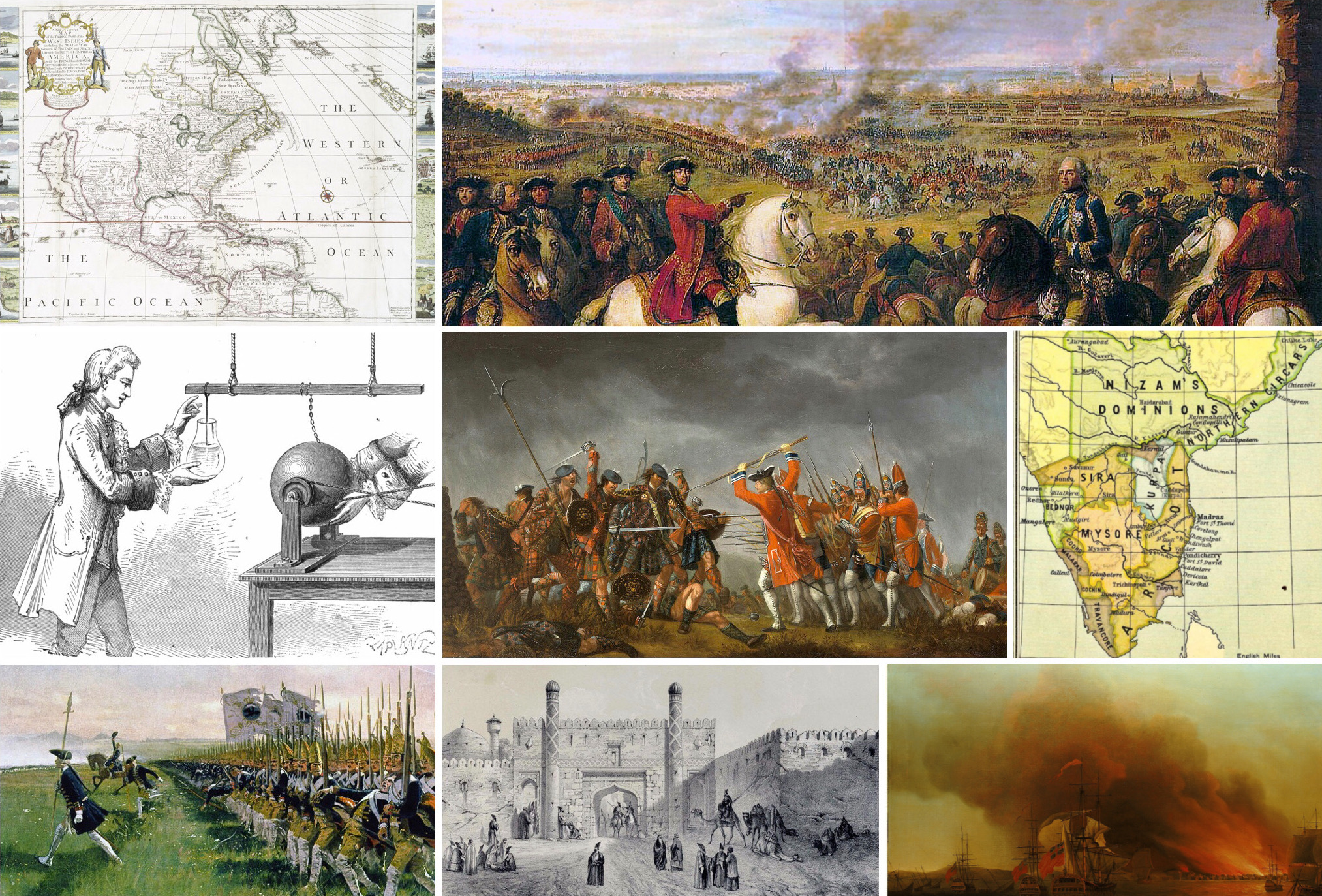
Montage verschiedener Ereignisse in den 1740ern

Portal Geschichte | Portal Biografien | Aktuelle Ereignisse | Jahreskalender | Tagesartikel

◄ |
17. Jh. |
18. Jahrhundert
| 19. Jh. | ►

◄ |
1710er |
1720er |
1730er |
1740er
| 1750er | 1760er | 1770er | ►

1740 |
1741 |
1742 |
1743 |
1744 |
1745 |
1746 |
1747 |
1748 |
1749

## Ereignisse
- 1740 bis 1748: Österreichischer Erbfolgekrieg.
- 1745: Jakobitenaufstand in Schottland

## Kultur
- Der neue König Friedrich II. fördert das kulturelle Leben in der preußischen Hauptstadt Berlin (Wiederbelebung der Königlichen Akademie der Wissenschaften, Aufbau der Königlichen Hofoper) und lässt ein neues Stadtzentrum, das Forum Fridericianum, bauen.

## Persönlichkeiten
- Ludwig XV., König von Frankreich
- Maria Theresia, Erzherzogin in Österreich und Königin von Ungarn und Böhmen
- Philipp V., König von Spanien
- Ferdinand VI., König von Spanien
- Friedrich II., König von Preußen
- Benedikt XIV., Papst
- Elisabeth, Zarin
- Georg II., König von Großbritannien und Irland
- Spencer Compton, 1. Earl of Wilmington, Premierminister von Großbritannien und Irland
- Henry Pelham, Premierminister von Großbritannien und Irland
- Momozono, Kaiser von Japan
- Sakuramachi, Kaiser von Japan
- Qianlong, Kaiser von China
- Maria Renata Singer von Mossau, Deutsches Opfer der Hexenverfolgung